# Nuria Schlenker
Nuria Magdalena Schlenker (Bogotá, 22 de agosto de 1955) es una pintora y escultora colombiana de origen alemán.

## Biografía
Nuria M. Schlenker nació en Bogotá, Colombia, de madre suiza y padre alemán, inmigrados en 1937. Sexta hija de una familia de ceramistas, Schlenker se crio en un ambiente campestre a las afueras de la ciudad, donde tuvo ocasión de desarrollar su talento en un ambiente familiar artístico.
Luego de asistir a la Escuela de Pedagogía Artística en 1975, fue admitida en la Escuela Superior de Bellas Artes en París, Francia donde cursó dibujo a partir de 1981. A finales de los años ochenta retornó a Colombia donde vive actualmente.

## Carrera artística
Schlenker ha tenido distintas etapas marcadas por el empleo de materiales, técnicas y temas diversos. Sus trabajos tempranos en dibujo reflejan su relación armoniosa con la naturaleza, la cual sufre una marcada evolución a lo largo de su carrera, influenciada por la vida agitada de París durante la cual se enfoca en el estudio del cuerpo humano. Su estilo cambiará radicalmente en su retorno a Colombia con el uso de acrílicos y la introducción de técnicas posmodernas como el collage y el gouage, que le permitirán evolucionar en el campo del arte introspectivo. Técnicas variadas, como el grabado y la cerámica, y temas cada vez más profundos y enigmáticos, como su serie de esculturas barcas, ilustran el tema de la muerte y la metaforización de la mente en el hogar, como se puede apreciar en su serie trasteos y en sus famosos biombos que cumplen físicamente la función de demarcar el espacio. Schlenker ha sido calificada por la crítica de expresionista.